# Moragne
 Moragne  es una población y comuna francesa, situada en la región de Poitou-Charentes, departamento de Charente Marítimo, en el distrito de Rochefort y cantón de Tonnay-Charente.

## Demografía
| 308 | 285 | 275 | 318 | 394 | 401 |
| Para los censos de 1962 a 1999 la población legal corresponde a la población sin duplicidades (Fuente: INSEE [Consultar]) |     |     |     |     |     |